# Al-Dschalala
Al-Galala (arabisch مدينة الجلالة, DMG Madīnat al-Ǧalāla) ist eine Planstadt im Nordosten Ägyptens. Sie liegt auf dem nördlichen Galala-Felsplateau an der Westseite des Golfs von Suez. Die Stadt ist eines von mehreren Stadtentwicklungsprojekten der Regierung. Mit deren Hilfe soll das Problem der Überlastung der bestehenden Städte gelöst werden.
Die Stadt soll in Zukunft Luxuswohnungen und Wohnungen mit mittlerem Einkommen, Touristenresorts, Hotels, einen Wasserpark und eine Fabrik für Phosphatdünger umfassen. Im September 2020 nahm die Galala-Universität ihre ersten Studenten auf und war damit eine der ersten Universitäten in Ägypten, die dem Ahleya-Modell folgte. Die Stadt soll auch Ägyptens erstes olympisches Dorf umfassen. Der Bau der Stadt begann 2015 und wird in 3 Phasen umgesetzt. Im Jahr 2017 wurde die 82 Kilometer lange al-Galala-Road eröffnet, die an der Ain-Suchna-Road beginnt und in der Nähe von Zaafarana endet. Sie verbindet al-Galala mit Kairo und anderen Städten an der Küste des Roten Meeres.